# Dicranales
Ordre
Les Dicranales sont un ordre de mousses de la classe des Bryopsida.

## Description

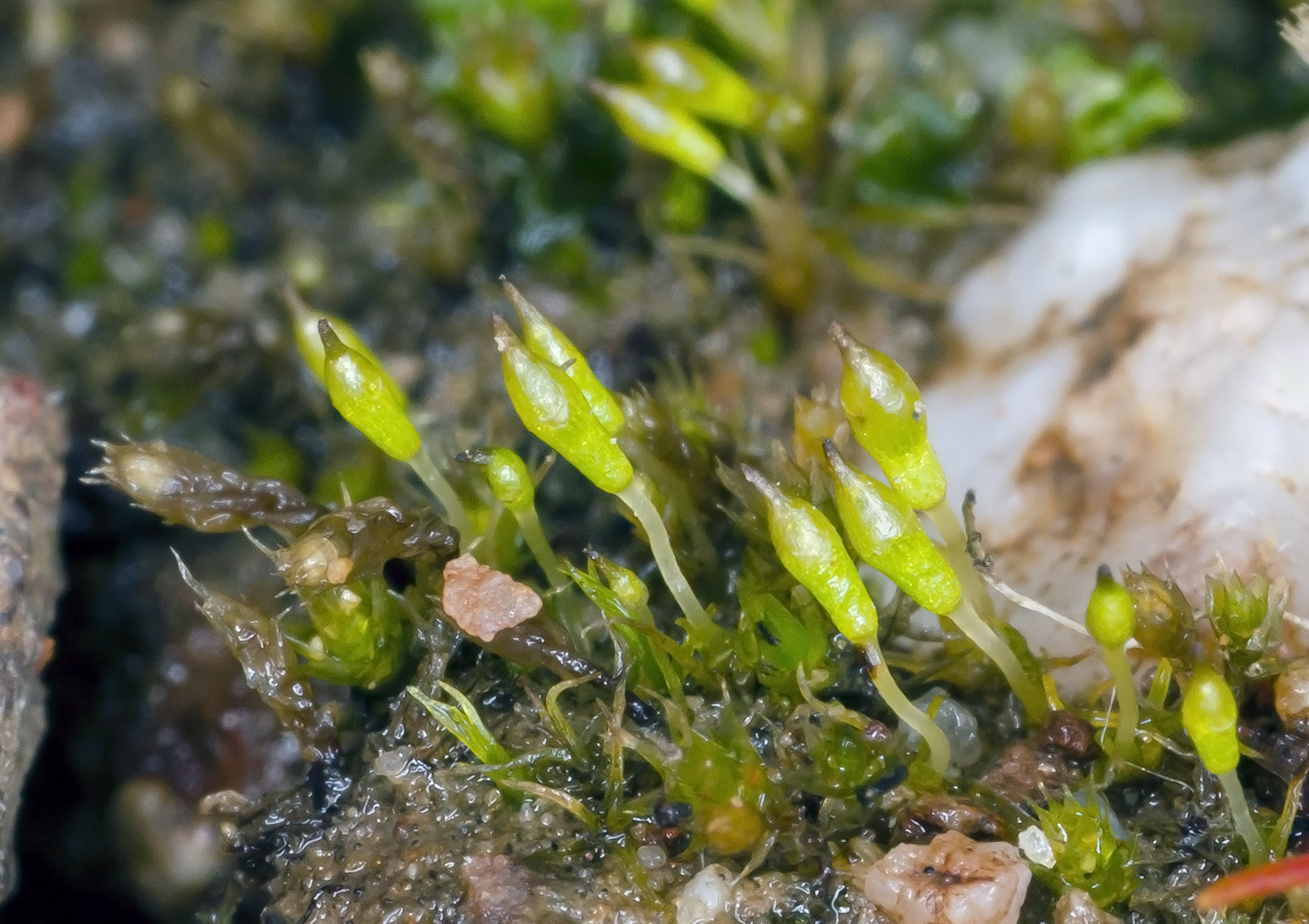
Bruchia flexuosa (Bruchiaceae).

Ce sont des mousses aux feuilles étalées de tous les côtés, très rarement sur deux rangs. Les feuilles sont allongées, voire en forme de lanière, souvent unilatérales, à cellules foliaires élargies, rarement sans nervures, toujours monocouches. Les sporogones sont généralement acrocarpiques, rarement pleurocarpiques. Le fruit est une capsule dressée ou inclinée, lisse ou plissée longitudinalement, parfois cléistocarpe, rarement globuleuse. Le péristome est parfois absent, rarement à seize dents, généralement biconiques, papilleuses ou lisses à l'extérieur et avec une fine couche interne. Les spores sont unicellulaires, ou rarement multicellulaires.

## Systématique
Le nom scientifique de ce taxon est Dicranales, choisi en 1920 par le botaniste allemand Max Fleischer (da).

## Liste des familles
Selon la World Flora Online (WFO) (19 décembre 2021) :
- Bruchiaceae Schimp.
- Calymperaceae Kindb.
- Dicnemonaceae Broth.
- Dicranaceae Schimp.
- Ditrichaceae Limpr.
- Erpodiaceae Broth.
- Eustichiaceae Broth.
- Octoblepharaceae (Cardot) A.Eddy ex M.Menzel
- Rhabdoweisiaceae Limpr.
- Rhachitheciaceae H.Rob.
- Schistostegaceae Schimp.
- Viridivelleraceae I.G.Stone
- Wardiaceae W.H.Welch

Selon GBIF (19 décembre 2021) :
- Amphidiaceae
- Aongstroemiaceae
- Bruchiaceae
- Bryoxiphiaceae
- Dicnemonaceae
- Dicranaceae
- Dicranellaceae
- Distichiaceae
- Ditrichaceae
- Drepanophyllaceae
- Drummondiaceae
- Eustichiaceae
- Flexitrichaceae
- Hymenolomataceae
- Hypodontiaceae
- Leucobryaceae
- Leucophanaceae
- Micromitriaceae
- Oncophoraceae
- Phyllodrepaniaceae
- Pleurophascaceae
- Rhabdoweisiaceae
- Sorapillaceae
- Timmiellaceae
- Trichostomaceae
- Viridivelleraceae